# Paul Kalkbrenner
Paul Kalkbrenner (njemački izgovor: [paʊ̯l ˈkalkbrɛnɐ] ) (11. lipnja 1977.) njemački je glazbenik, producent elektronske glazbe te glumac. Budući da svoje pjesme rastavlja na elemente koji se ponovno sastavljaju na pozornici, Kalkbrenner se smatra izvođačem uživo, za razliku od DJ-a. Najpoznatiji je po svom singlu " Sky and Sand ", koji je prodan u više od 200.000 primjeraka, dobio platinastu oznaku i bio na vrhu glazbenih ljestvica u državama kao što su Belgija i Njemačka. Također, poznat je i po ulozi Ickarusa, glavnog lika u filmu Berlin Calling, scenarista i redatelja Hannesa Stöhra, koji se nekoliko godina prikazivao u kinu Central u Berlinu.

## Biografija
Paul Kalkbrenner odrastao je u Lichtenbergu u Berlinu, koji je bio duboko u istočnom dijelu grada prije pada Berlinskog zida. U vrijeme ponovnog ujedinjenja Njemačke Kalkbrenner je imao samo trinaest godina. Tada je počeo puštati ploče svojim vršnjacima u omladinskim klubovima Berlina, unatoč policijskom satu u 23:00, koji mu je postavila majka. Svirao je zajedno sa svojim dobrim prijateljem Saschom Funkeom, kojeg je upoznao u svojoj školi i otkrio da obojica dijele zajedničko zanimanje za techno. Izrazito zadivljeni Underground Resistance-om iz Detroita, i Kalkbrenner i Funke proveli su godine između 1992. i 1997. kopajući po kantama ploča i upoznavajući se s najboljim dnevnim techno izdanjima.  Upravo ih je to i radio emisija koju su slušali svake subote, Rave Satellite, dovela do techno scene. U međuvremenu, u školi je učio kako postati svirač trube te studirao teoriju glazbe. Kalkbrenner je strastveni ljubitelj nogometa i strastveni navijač FC Bayern München. Nakon što je proveo mnoge duge i neprospavane noći na plesnim podijima E-Werka, Planeta i Walfischa, rodio se san za stvaranjem glazbe. Godine 1995., u dobi od osamnaest godina, Kalkbrenner je dvije godine radio u televizijskoj industriji kao "rezač", kako bi financirao opremu koju je kupio za produkciju. Tijekom tog razdoblja, Kalkbrenner i Funke živjeli su zajedno i počeli proizvoditi glazbu na aparatima koje su oboje kupovali i posuđivali. Nakon što se počeo baviti produkcijom glazbe, Kalkbrenner je odlučio da želi nastupati uživo samo sa svojom glazbom.

## Karijera

### BPitch Control
Prije nego što je Ellen Allien osnovala BPitch Control kao izdavačku kuću, organizirala je BPitch zabave po cijelom Berlinu. Na jednoj od njezinih zabava Kalkbrenner i Funke upoznali su Allien.  Došla je čuti na čemu rade, dala nekoliko preporuka, a 1999. Kalkbrenner je objavio svoje prve pjesme kao Friedrichshain EP za BPitch Control pod imenom "Paul dB+". Nakon što je izdao dva albuma, Superimpose (2001.) i Zeit (2001.), Kalkbrenner je počeo gledati na izdanja albuma kao na svoj željeni format. Njegov melodični zvuk, sa svojim afinitetom prema velikim emocionalnim gestama, pokoravao se logici plesnog podija, ali njegov treći album, Self (2004.), uveo je narativnu estetiku. Pjesma "Gebrünn Gebrünn", objavljena godinu dana kasnije, postala je crossover hit. Kalkbrenner je izdao šest albuma i deset EP-a s BPitch Controlom, sve do svog prijateljskog odlaska 2008.

### Berlin Calling
Nakon izdanja Self (2004.), Kalkbrenneru se obratio berlinski filmski redatelj i dugogodišnji podržavatelj njegova rada, Hannes Stöhr, s prijedlogom da napravi soundtrack za Stöhrov film o berlinskom DJ-u tijekom 2000-ih. Tijekom njihovog dogovora, Stöhr je shvatio da bi Kalkbrenner bio savršen izbor za filmsku zvijezdu. Kalkbrenner je prihvatio ponudu i odlučili su nazvati film Berlin Calling. Krajem 2006. preselio se u Aix-en-Provence, na jug Francuske, sa Saschom Funkeom na šest mjeseci, kako bi radio na soundtracku. Hit pjesma s albuma, "Sky and Sand" stvorena je s vokalom njegovog vlastitog brata, Fritza Kalkbrennera. 2007. Kalkbrenner se vratio u Berlin kako bi snimio film. Iako je film izmišljen, Kalkbrenner se uspio povezati s glavnim likom filma, Ickarusom, kojeg je glazbena scena mentalno uništila, ali još uvijek ima mnogo nevjerojatnih glazbenih ideja u svojoj glavi. Možda je upravo zbog te povezanosti Kalkbrennerov prvi pothvat u glumi bio dobro izveden i uspješan. Ickarus je također prikaz onoga što Kalkbrenner nije želio postati. Nakon izlaska filma u listopadu 2008., album je dobio platinastu oznaku s više od 200.000, a pjesma "Sky and Sand" tjednima je bila na vrhu ljestvica. Film je premijerno prikazan na Međunarodnom filmskom festivalu u Locarnu u Švicarskoj i bio je dobro prihvaćen, pretvorivši se u kultni klasik u Europi. Oborio je rekord najdužeg prikazivanja filma u Njemačkoj, s više od 145 tjedana neprekidnog prikazivanja u kinu Central u Berlinu. 2009. film je objavljen na DVD-u.

### Glazba Paula Kalkbrennera
Godine 2009., nakon što je dobio široko priznanje za album Berlin Calling – The Soundtrack (2008.) objavljen na BPitchu, Kalkbrenner je odlučio da je nakon deset godina došlo vrijeme da se on i izdavačka kuća raziđu. Vjerovao je da diskografska kuća nema ono što je potrebno za njegov umjetnički razvoj, da ga potakne naprijed. U želji da se bavi vlastitim poslom, Kalkbrenner je stvorio Paul Kalkbrenner Musik kao platformu za vlastitu glazbu. Kalkbrenner je 2010. krenuo na rasprodanu, intenzivnu turneju u dvanaest gradova, koja je snimljena uz pomoć tima koji je stvorio Berlin Calling i objavljena kao Paul Kalkbrenner 2010 – A Live Documentary. Otkako je diskografska kuća nastala, izdana su dva albuma. Icke Wieder (3. lipnja 2011.), koji je bio snažno podržan od strane DJ-a poput Sashe, zauzeo je drugo mjesto na njemačkim glazbenim ljestvicama, i na kraju zlatnu oznaku s više od 100.000 prodanih CD-a. Turneja za promociju albuma okupila je preko 125.000 obožavatelja. Istog ljeta, Kalkbrenner je prvi put otišao na Ibizu, kako bi sudjelovao kao govornik na International Music Summitu i svirao u jednom od čuvenih klubova na ibizi, Amnesia. 25. kolovoza 2012., Kalkbrenner se oženio s rumunjskom DJ-icom/producenticom Siminom Grigoriu. 30. studenog 2012. objavio je album Guten Tag. U veljači 2013. započeo je turneju, s ciljem promocije novog albuma u Europi i SAD-u  Guten Tag je bio na vrhu ljestvica u Švicarskoj.

#### Florian Trilogy
2015. najavio je izdavanje "Florian Trilogy", sastavljene od od tri povezana djela kao zagrijavanje za planirani album pod nazivom 7, koji bi trebao biti objavljen 7. kolovoza 2015. Prva epizoda glazbenog spota "Cloud Rider", objavljena je 18. svibnja 2015. Stihove i vokale izvodi D Train uz You're the One for Me. Epizoda 2, pod nazivom "Mothertrucker", objavljena je 12. lipnja 2015. Treća i posljednja epizoda trilogije, "Feed your Head", objavljena je 17. srpnja 2015. Stihovi za ovu pjesmu su iz pjesme "White Rabbit" Jefferson Airplanea. Paul u ovom članku objašnjava kako su nastale Florijanove epizode. Epizode su smještene u Ameriku gdje je rođen techno. Međutim, već duže vrijeme bio je isključen. Epizode objašnjavaju kako Florian na kraju vraća techno u Ameriku, gdje je sve počelo.

#### Back to the Future
U srpnju 2016., Paul Kalkbrenner izbacio je seriju mikseva od tri volumena, koja je kronološki pratila dolazak techna u Berlin početkom 1990-ih. Pod nazivom "Povratak u budućnost",,projekt je dijelom bio osobna odiseja, dijelom povijest društva, dokumentirajući rođenje glazbenog trenutka koji će zauvijek promijeniti krajolik Berlina te suvremenu plesnu glazbu.Prilikom produkcije trilogije, Kalkbrenner je sastavio popis od više od 5000 pjesama od 1987. do 1993. na YouTubeu, "skidajući" pjesme s interneta i postupno smanjujući popis, zatim režući i uređujući odabrane pjesme, ponekad samo isječke pjesama, kako bi odgovarale mixtapeovima. S više od 65 pjesama i tri volumena, Kalkbrenner vraća slušatelje melodijama koje je slušao kao dječak slušajući istočnoberlinsku radio stanicu DT64 .Te su pjesme bile dostupne besplatno na društvenim mrežama i premašile 1,5 milijuna preuzimanja, što mu je priskrbilo čuveni odjek u medijima. Rolling Stone je napisao „Viralnu, techno lekciju iz povijesti", Billboard magazin opisao je BACK TO THE FUTURE kao "rad povijesnog iskapanja".
Počevši od travnja 2017. izvodit će niz koncerata BACK TO THE FUTURE u proljeće u manjim dvoranama diljem Europe. Na ovim će se događajima Kalkbrenner vratiti DJ-ingu, koji je, iako je svirao uživo tek od 1998., bio način na koji je nastupao kao tinejdžer u berlinskim klubovima za mlade i u ranom dijelu svoje karijere. Europska turneja rasprodana je u roku od tjedan dana.

#### Parts of life
18. svibnja 2018., Kalkbrenner je objavio novi album pod nazivom Parts of Life, koji je njegov posljednji i ukupno 8. album. Parts of Life sadrži 15 pjesama nazvanih po brojevima datoteka koje je Kalkbrenner koristio tijekom produkcije. Naslovnica je slika njegova ujaka, Paula Eisela, koja prikazuje zbirku "jedinstvenih osobnih predmeta". Otkrio je tri pjesme kao posebnu premijeru za predstavljanje svog albuma (Part Three, Part Six i Part Eight).

### Produkcija i postava uživo
Kalkbrenner koristi softverske sintisajzere, sekvencer (Ableton Live) u kombinaciji s MIDI kontrolerima, hardverskim sintesajzerima i bubnjarskim uređajima za svoje nastupe uživo. To je postava s kojom se osjeća ugodno i ne predviđa promjene. U ranim danima, za proizvodnju, Kalkbrenner je koristio Roland sampler, Amigu 500, Amigu 4000 Turbo, DAT, Roland S-750 i EFX, koji su samo od nekih. Od 2001. godine, međutim, prodao je svu svoju opremu i koristi samo Ableton Live za stvaranje glazbe.

## Obiteljske veze
Paul Kalkbrenner unuk je istočnonjemačkog umjetnika Fritza Eisela i stariji brat glazbenog producenta Fritza Kalkbrennera .

## Diskografija
(selektivno)

### Albumi
| Godina                                                            | Album           | Vršne pozicije | Vršne pozicije | Vršne pozicije | Vršne pozicije | Vršne pozicije | Vršne pozicije | Vršne pozicije | Vršne pozicije | Potvrda |
| Godina                                                            | Album           | NJEM           | AUS            | BEL (FL)       | BEL (WA)       | FRA            | ITA            | NIZ            | ŠVI            | Potvrda |
| ----------------------------------------------------------------- | --------------- | -------------- | -------------- | -------------- | -------------- | -------------- | -------------- | -------------- | -------------- | ------- |
| 2011                                                              | Icke Wieder     | 2              | 4              | 56             | 59             | 97             | —              | 54             | 4              |         |
| 2012                                                              | Dobar dan       | 4              | 8              | 41             | 83             | 142            | 84             | 69             | 1              |         |
| 2014                                                              | x               | 56             | —              | 119            | 119            | —              | —              | —              | 46             |         |
| 2015                                                              | 7               | 1              | 1              | 5              | 3              | 11             | 9              | 5              | 1              |         |
| 2018                                                              | Dijelovi života | 7              | 14             | 14             | 14             | —              | 26             | 68             | 4              |         |
| "—" označava album koji nije bio na ljestvici ili nije objavljen. |                 |                |                |                |                |                |                |                |                |         |

### EP-ovi
| Godina       | Album      | Pozicija na vrhu |
| Godina       | Album      | NJEM             |
| ------------ | ---------- | ---------------- |
| 2001. godine | Chrono EP  | —                |
| 2002. godine | Brentt EP  | —                |
| 2006         | Keule (EP) | —                |

### Soundtrackovi
| Godina | Album                                                       | Pozicija na vrhu | Pozicija na vrhu | Pozicija na vrhu | Pozicija na vrhu | Pozicija na vrhu | Pozicija na vrhu |
| Godina | Album                                                       | NJEM             | AUS              | BEL (FL)         | BEL (WA)         | NIZ              | ŠVI              |
| ------ | ----------------------------------------------------------- | ---------------- | ---------------- | ---------------- | ---------------- | ---------------- | ---------------- |
| 2009   | Berlin Calling: Soundtrack                                  | 31               | 38               | 24               | 78               | 100              | 56               |
| 2010   | 2010. – dokumentarni film uživo                             | 62               | —                | —                | —                | —                | —                |
| 2010   | Globalni igrač (s Fritzom Kalkbrennerom i Florianom Applom) | —                | —                | —                | —                | —                | —                |

### Singlovi
| Godina | Singl                                     | Vršne pozicije | Vršne pozicije | Vršne pozicije | Vršne pozicije | Vršne pozicije | Vršne pozicije | Vršne pozicije | Vršne pozicije | Album          |
| Godina | Singl                                     | NJEM           | AUS            | BEL (FL)       | BEL (WA)       | FRA            | ITA            | NIZ            | ŠVI            | Album          |
| ------ | ----------------------------------------- | -------------- | -------------- | -------------- | -------------- | -------------- | -------------- | -------------- | -------------- | -------------- |
| 2009   | "Sky and Sand" (s Fritzom Kalkbrennerom ) | 29             | 37             | 2              | 11             | 146            | —              | 7              | 56             | Berlin Calling |
| 2015   | "Cloud Rider"                             | 38             | 60             | —              | —              | 81             | —              | —              | 53             | 7              |
| 2015   | "Mothertrucker"                           | —              | —              | —              | —              | —              | —              | —              | —              | 7              |
| 2015   | "Feed Your Head"                          | 50             | 74             | —              | —              | 110            | —              | —              | —              | 7              |
| 2019   | "No Goodbye"                              | —              | —              | 51             | —              | —              | —              | —              | —              |                |

Albumi
- Superimpose ( BPitch Control, 2001.)
- Zeit (BPitch Control, 2001.)
- Self (BPitch Control, 2004.)
- Icke Wieder (Paul Kalkbrenner Musik, 2011.)
- Guten Tag (Paul Kalkbrenner Musik, 2012.)
- 7 ( Sony Music, 2015.)
- Parts of Life ( Columbia Records / Sony Music, 2018.)

Kompilacija
- X (Paul Kalkbrenner Musik, 2014.)

Soundtrackovi albumi
- Berlin Calling : The Soundtrack (BPitch Control, 2008.)
- Global Player Soundtrack (s Fritzom Kalkbrennerom i Florianom Applom, Suol, 2013.)

Miks album
- Maximalive (Minimaxa, 2005.)

Remix album
- Reworks (BPitch Control, 2006.)

EP-ovi i singlovi
- Friedrichshain [kao Paul dB+] (BPitch Control, 1999.)
- Largesse [kao Paul dB+] (Sinaptički valovi, 1999.)
- Gigahertz [kao Paul dB+] (Cadeaux, 2000.)
- dB+ (BPitch Control 2000)
- Performance Mode [kao Grenade] (Cadeaux, 2001.)
- Chromo (BPitch Control, 2001.)
- Brennt (BPitch Control, 2002.)
- Steinbesser (BPitch Control, 2003.)
- F.FWD (BPitch Control, 2003.)
- Press On (BPitch Control, 2004.)
- Tatü-Tata (BPitch Control, 2005.)
- Keule EP (BPitch Control, 2006.)
- Altes Kamuffel (BPitch Control, 2007.)
- Bingo Bongo (BPitch Control, 2008.)
- Sky and Sand (s Fritzom Kalkbrennerom, BPitch Control, 2009.)
- Das Gezabel (Paul Kalkbrenner Musik 2012.)
- Der Stabsvörnern (Paul Kalkbrenner Musik, 2012.)
- Der Buhold (Paul Kalkbrenner Musik, 2013.)
- Cloud Rider (Sony Music, 2015.)
- Mothertrucker (Sony Music, 2015.)
- Feed Your Head (Sony Music, 2015.)
- Part Eleven (Sony Music, 2018.)
- Part Three (Sony Music, 2018.)
- Part Fourteen (Sony Music, 2018.)
- Part Seven (Sony Music, 2018.)
- Part Four(Sony Music, 2018.)
- Part Twelve (Sony Music, 2018.)
- Part Two (Sony Music, 2018.)
- Part Ten (Sony Music, 2018.)
- Part Five (Sony Music, 2018.)
- Part Fifteen (Sony Music, 2018.)
- Part One (Sony Music, 2018.)
- Part Nine (Sony Music, 2018.)
- Part Thirteen (Sony Music, 2018.)
- Dio šesti (Sony Music, 2018.)
- Part Eight (Sony Music, 2018.)
- No Goodbye (B1 Recordings, 2019.)
- Parachute (B1 snimke, 2020.)
- Graf Zahl (B1 snimke, 2021.)

Remiksevi
- Ellen Allien "Dataromance" (BPitch Control 2001.)
- Lexy / Autotune "Shibuya Love" (Jakuza / Low Spirit 2001.)
- Die Raketen "The Sound für Zwischendurch" (Freundschaft Musik 2003.)
- Sasche Funke "Forms & Shapes" (BPitch Control 2003.)
- Agoria "Stereolove" (Different / PIAS 2004.)
- Lexy & K-Paul "Happy Zombies" (Low Spirit Recordings 2005.)
- Michel de Hey "Snert" (Hey! Records 2006.)
- Error Error "Your Everlasting Breath" (Italic 2006.)
- Ellen Allien & Apparat "Jet" (BPitch Control 2006.)
- Chordian "Closed Eyes" (Soniculture 2007.)
- Undo & Vicknoise "Submarino" (Factor City Records 2009.)
- Modeselektor "200007" (BPitch Control 2009)
- Michel Cleis ft. Totó La Momposina "La Mezcla" (Strictly Rhythm 2009.)
- 2raumwohnung "Wir Werden Sehen" (EMI 2009.)
- Stromae "Te Quiero" (Polystar Records 2010.)
- Fritz Kalkbrenner "Facing the Sun" (Suol 2010.)
- Moby "Čekaj me" (Little Idiot 2010.)
- Depeche Mode "Should Be Higher" (Miami Ad School Europe 2013.)
- Jefferson Airplane "White Rabbit" (Sony Music 2015.)
- Leonard Cohen "You Want It Darker" (Columbia Records 2016.)
- NTO "Invisible" (Chapau under exclusive licence to AllPoints 2021)

## Filmografija
- Berlin Calling (2008)
- Paul Kalkbrenner 2010. – dokumentarni film uživo (2010.)

## Nagrade

### DJ magazin Top 100 DJ-eva
| Godina | Položaj | Bilješke              | Ref.   |
| ------ | ------- | --------------------- | ------ |
| 2010   | 84      | Ulazak                | [ 31 ] |
| 2011   | 62      | +22                   | [ 31 ] |
| 2012   | 91      | -29                   | [ 31 ] |
| —      | Izlaz   |                       | [ 31 ] |
| —      | Van     |                       | [ 31 ] |
| 2015   | 142     | Van                   | [ 31 ] |
| 2016   | 139     | Izašao (+3)           | [ 31 ] |
| 2017   | 97      | Ponovni ulazak (+42)  | [ 31 ] |
| 2018   | 95      | +2                    | [ 31 ] |
| 2019   | 91      | +4                    | [ 31 ] |
| 2020   | 101     | Ponovni izlazak (-10) | [ 31 ] |

## Vanjske poveznice
- Službena stranica Paula Kalkbrennera
- Paul Kalkbrenner na Soundcloudu
- Paul Kalkbrenner na Residentadvisor.net
- Paul Kalkbrenner na Discogs.com
- Paul Kalkbrenner
- Paul Kalkbrenner na BPitch Control  Arhivirana inačica izvorne stranice od 2. prosinca 2013. (Wayback Machine)